# بيل شامبيون
بيل شامبيون (بالإنجليزية: Bill Champion)‏ هو لاعب كرة قاعدة أمريكي، ولد في 28 سبتمبر 1947 في شيلبي في الولايات المتحدة، وتوفي بنفس المكان في 7 يناير 2017.

## وصلات خارجية
- بيل شامبيون على موقع دوري كرة القاعدة الرئيسي (الإنجليزية)
- بيل شامبيون على موقعبيزبول رفرنس.كوم (الدوري الرئيسي) (الإنجليزية)
- بيل شامبيون على موقعبيزبول رفرنس.كوم (الدوري الثانوي) (الإنجليزية)
- بيل شامبيون على موقع إي إس بي إن.كوم (أم.أل.بي) (الإنجليزية)
- بيل شامبيون على موقع مشجعي الرسوم البيانية (الإنجليزية)